# Liste der Stolpersteine in Münster (Hessen)
Die Liste der Stolpersteine in Münster (Hessen) enthält die Stolpersteine, die im Rahmen des gleichnamigen Kunst-Projekts von Gunter Demnig in Münster (Hessen) verlegt wurden. Mit ihnen soll an die Opfer des Nationalsozialismus erinnert werden, die in Altheim und Münster lebten und wirkten.

## Liste der Stolpersteine

### Altheim
| Bild | Person, Inschrift | Verlegestelle                                | Verlegedatum | Anmerkungen |
| ---- | --- | -------------------------------------------- | ------------ | ----------- |
|      | Hier wohnte Moses Altheimer Jg. 1884 eingewiesen 1912 Philippshospital Goddelau Heilanstalt Heppenheim 'verlegt' 4. Feb. 1941 Hadamar ermordet 4. Feb. 1941 'Aktion T4' | Altheim Hauptstraße 4 früher: Haus Nr. 92 ⊙  | 6. Apr. 2025 |             |
|      | Hier wohnte Erwin Weinberg Jg. 1904 Flucht 1937 USA | Altheim Hauptstraße 54 früher: Haus Nr. 20 ⊙ | 6. Apr. 2025 |             |
|      | Hier wohnte Martha Weinberg Jg. 1905 Flucht 1938 USA | Altheim Hauptstraße 54 früher: Haus Nr. 20 ⊙ | 6. Apr. 2025 |             |
|      | Hier wohnte Albert Weinberg Jg. 1910 Flucht 1938 USA | Altheim Hauptstraße 54 früher: Haus Nr. 20 ⊙ | 6. Apr. 2025 |             |

### Münster
| Bild | Person, Inschrift | Verlegestelle | Verlegedatum | Anmerkungen |
| ---- | --- | --- | ------------ | ----------- |
|      | Hier wohnte Eva Erna Vogel geb. Marx Jg. 1860 unfreiwillig verzogen 1939 Mainz deportiert 1942 Theresienstadt ermordet 3.10.1942                              | Münster Dammstraße 28 früher: Gartenstraße 2 ⊙ | 6. Apr. 2025 |             |
|      | Hier wohnte Salomon Simon Jg. 1861 gedemütigt/entrechtet Flucht in den Tod 25. Mai 1933                                                                       | Münster Hintergasse 75 früher: Hintergasse 60 ⊙ | 6. Apr. 2025 |             |
|      | Hier wohnte Frieda Vogel geb. Schiff Jg. 1885 unfreiwillig verzogen 1938 Frankfurt/Main deportiert 1942 Theresienstadt 1943 Auschwitz ermordet                | Münster Schulstraße 16 früher: Schulstraße 13 ⊙ | 6. Apr. 2025 |             |
|      | Hier wohnte Eduard Vogel Jg. 1887 Schutzhaft 1938 Buchenwald unfreiwillig verzogen 1938 Frankfurt/Main deportiert 1942 Theresienstadt 1943 Auschwitz ermordet | Münster Schulstraße 16 früher: Schulstraße 13 ⊙ | 6. Apr. 2025 |             |
|      | Hier wohnte Elka Schiff geb. Rosenbusch Jg. 1848 unfreiwillig verzogen 1938 Frankfurt/Main tot 21. Feb. 1939                                                  | Münster Schulstraße 16 früher: Schulstraße 13 ⊙ | 6. Apr. 2025 |             |
|      | Hier wohnte Erna Amalie Vogel Jg. 1922 unfreiwillig verzogen 1938 Frankfurt/Main Schicksal unbekannt                                                          | Münster Schulstraße 16 früher: Schulstraße 13 ⊙ | 6. Apr. 2025 |             |
|      | Hier wohnte Ilse Theresia Vogel Jg. 1924 unfreiwillig verzogen 1938 Frankfurt/Main Schicksal unbekannt                                                        | Münster Schulstraße 16 früher: Schulstraße 13 ⊙ | 6. Apr. 2025 |             |
|      | Hier wohnte Franziska May Jg. 1884 deportiert 1942 Ghetto Piaski ermordet                                                                                     | Münster Schulstraße 8 früher: Schulstraße 7 ⊙ | 6. Apr. 2025 |             |
|      | Hier wohnte Bella May Jg. 1889 eingewiesen Heilanstalt Gießen verlegt 1.10.1940 Brandenburg/Havel ermordet 1.10.1940 'Aktion T4'                              | Münster Schulstraße 8 früher: Schulstraße 7 ⊙ | 6. Apr. 2025 |             |
|      | Hier wohnte Friedel von Halle Jg. 1917 deportiert 1942 Ghetto Piaski ermordet                                                                                 | Münster Schulstraße 8 früher: Schulstraße 7 ⊙ | 6. Apr. 2025 |             |
|      | Hier wohnte Leopold Simon Jg. 1886 'Schutzhaft' 1938 KZ Buchenwald unfreiwillig verzogen 1938 Frankfurt/Main Tod an Haftfolgen 17. Aug. 1939                  | Münster Frankfurter Straße 25 früher: Frankfurter Straße 31 ⊙ Das Haus, in welchem sich der Betraum der Münsterer Juden befand, besteht nicht mehr. | 6. Apr. 2025 |             |
|      | Hier wohnte Johanna Simon geb. Moses Jg. 1892 unfreiwillig verzogen 1938 Frankfurt/Main Flucht 1940 USA                                                       | Münster Frankfurter Straße 25 früher: Frankfurter Straße 31 ⊙ Das Haus, in welchem sich der Betraum der Münsterer Juden befand, besteht nicht mehr. | 6. Apr. 2025 |             |
|      | Hier wohnte Johanna Simon Jg. 1920 unfreiwillig verzogen 1938 Frankfurt/Main Flucht 1939 England 1940 USA                                                     | Münster Frankfurter Straße 25 früher: Frankfurter Straße 31 ⊙ Das Haus, in welchem sich der Betraum der Münsterer Juden befand, besteht nicht mehr. | 6. Apr. 2025 |             |
|      | Hier wohnte Joseph Simon Jg. 1923 unfreiwillig verzogen 1938 Frankfurt/Main Flucht 1940 USA                                                                   | Münster Frankfurter Straße 25 früher: Frankfurter Straße 31 ⊙ Das Haus, in welchem sich der Betraum der Münsterer Juden befand, besteht nicht mehr. | 6. Apr. 2025 |             |
|      | Hier wohnte Kurt Friedrich Simon Jg. 1931 unfreiwillig verzogen 1938 Frankfurt/Main Flucht 1940 USA                                                           | Münster Frankfurter Straße 25 früher: Frankfurter Straße 31 ⊙ Das Haus, in welchem sich der Betraum der Münsterer Juden befand, besteht nicht mehr. | 6. Apr. 2025 |             |
|      | Hier wohnte Jeanette May geb. Lehmann Jg. 1862 unfreiwillig verzogen 1938 Sickenhofen Flucht 1940 USA                                                         | Münster Borngasse 2 früher: Borngasse 1 ⊙ | 6. Apr. 2025 |             |
|      | Hier wohnte Isaak May Jg. 1863 unfreiwillig verzogen 1938 Sickenhofen Flucht 1940 USA                                                                         | Münster Borngasse 2 früher: Borngasse 1 ⊙ | 6. Apr. 2025 |             |

## Verlegungen
- 6. April 2025: 21 Stolpersteine an acht Verlegestellen